# Ekdal (TV-program)
Ekdal var ett svenskt samhällsprogram som sändes kvällstid i TV 4 under fyra säsonger mellan den 4 februari 1996 och den 27 maj 1998. Programledare var Lennart Ekdal, och programbeskrivningen för den första säsongen löd: 
| ” | Nyheternas ekonomijournalist Lennart Ekdal bjuder på personliga, fördjupande – och bitvis hämningslösa – nyhetsintervjuer med aktuella personer. En och annan rockstjärna kan också tänkas dyka upp. Med andra ord: förbered er på seriös journalistik med en stor portion humor, och så lite rock n roll... | „ |